# Inden (Zwitserland)
Inden is een gemeente en plaats in het Zwitserse kanton Wallis, en maakt deel uit van het district Leuk.
Inden telt 126 inwoners.